# Ultrabook

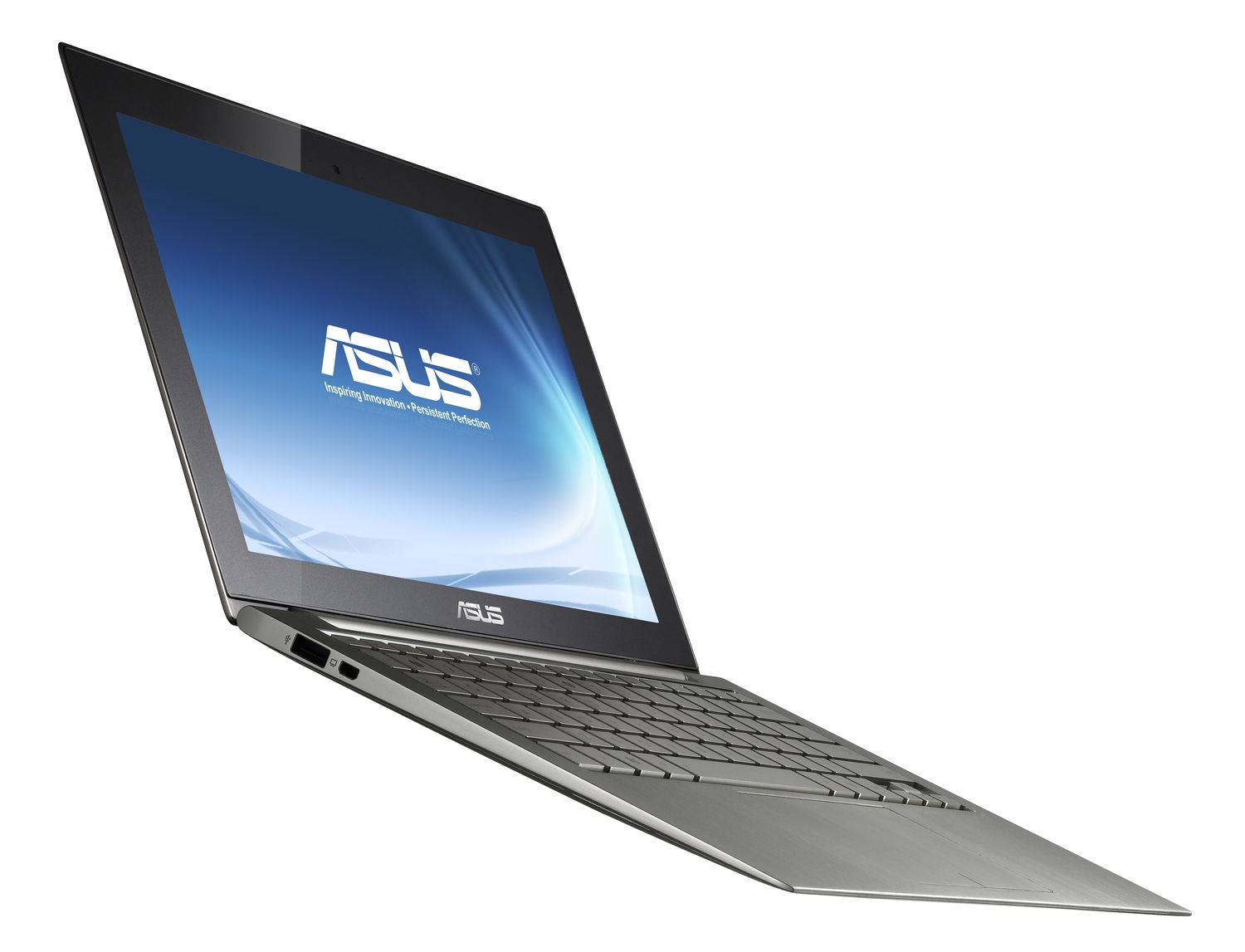
Asus UX21 Ultrabook (2011)

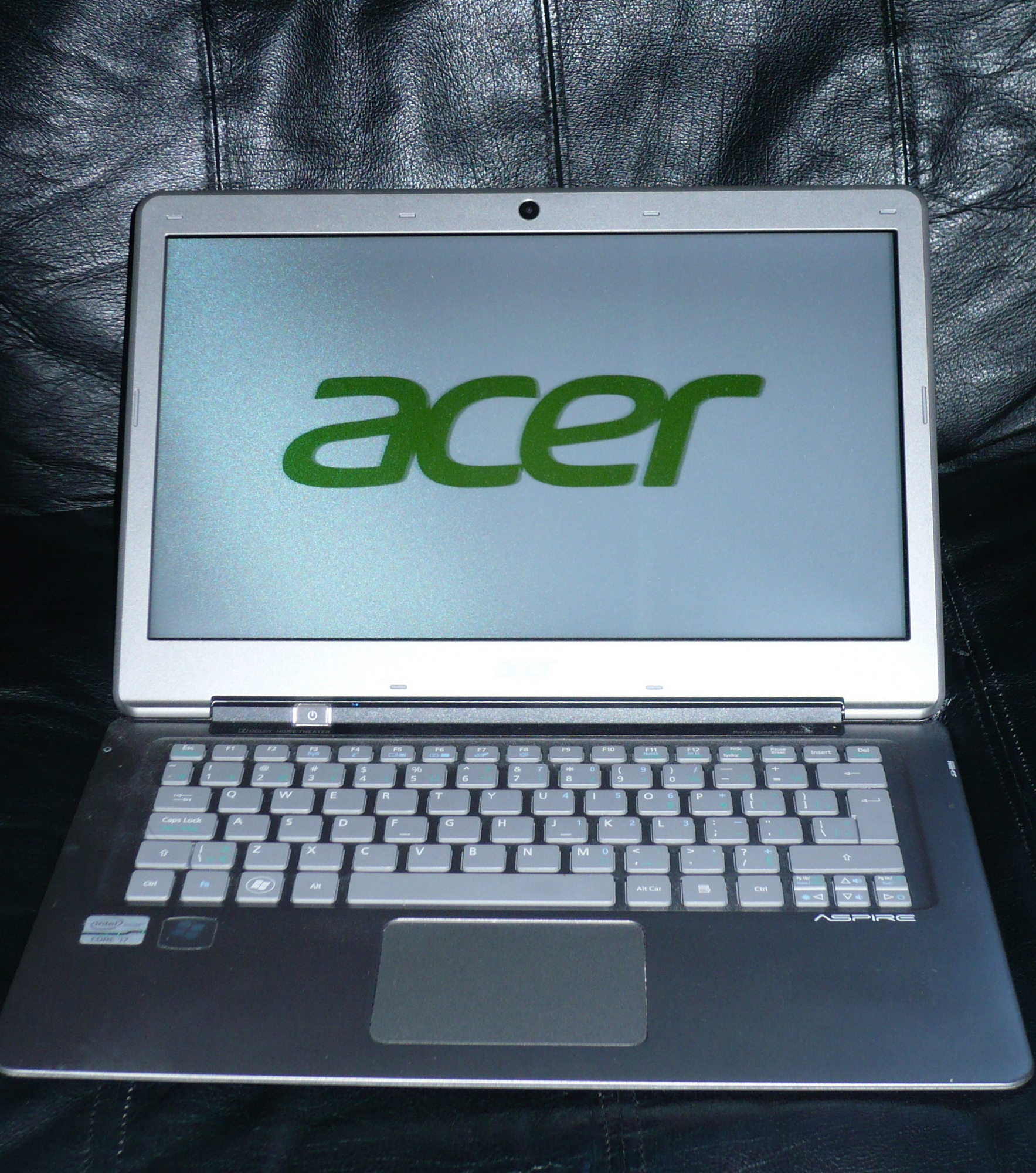
Acer S3 Ultrabook mit Prozessor Intel i7 und 240 GB SSD (2012)

Ultrabook ist ein 2011 eingetragenes Warenzeichen von Intel für besonders dünne und leichte Notebooks mit Intel-Prozessoren.

## Einführung
Intel kündigte die Ultrabooks-Linie auf der Computex 2011 an und veröffentlichte Anforderungen, die Geräte erfüllen müssen, um den Namen tragen zu dürfen. Dazu gehörten eine hohe Akkulaufzeit, eine akzeptable Leistung und Tabletcomputer-ähnliche Eigenschaften wie schnelles Aufwachen aus dem Standby. Mit der Consumer Electronics Show 2013 wurden die Anforderungen dahingehend erweitert, dass Wireless Display und ein Touchscreen zur Grundausstattung gehören mussten.
Die Einführung der Ultrabooks sollte 2011–2013 in drei Stufen stattfinden und jeweils mit den Einführungen der Low-Voltage-Prozessoren Sandy Bridge, Ivy Bridge und Haswell zusammenfallen. Intels Ziel, bis Ende 2012 einen Anteil der Ultrabooks am gesamten Notebookmarkt von 40 % zu erreichen, wurde bis zur Einführung der dritten Stufe nicht erreicht. Der Marktanteil dürfte Ende 2012 bei ca. 20 Prozent gelegen haben.

### Erste Stufe (4. Quartal 2011)
- Maximal 0,8 Zoll bzw. 20 mm[2] (später korrigiert auf 21 mm[7]) dick
- Lange Akkulaufzeit von mindestens 5 Stunden (bei geringer Auslastung)[8]
- Mainstream-Preise – unter 1.000 $ ohne Mehrwertsteuer für die Einstiegsmodelle[2]
- Low-Voltage-Prozessoren: Sandy Bridge mit 17 Watt TDP
  - Intel Core i3-2367M (1,4 GHz)
  - Intel Core i5-2467M (1,6 GHz)
  - Intel Core i5-2557M (1,7 GHz)
  - Intel Core i7-2637M (1,7 GHz)
  - Intel Core i7-2677M (1,8 GHz)
- Fortgeschrittene integrierte Grafiklösung (Intel HD 3000)

### Zweite Stufe (2012)
- Low-Voltage (ca. 17 W TDP) Intel-Ivy-Bridge-Prozessoren mit 30 % höherer Grafikleistung und 20 % höherer Hauptprozessor-Leistung gegenüber Sandy Bridge
- USB 3.0 oder Thunderbolt, PCI Express 3.0

### Dritte Stufe (2013)
- Low-Voltage Haswell-Prozessoren mit einer TDP von 15 W
- Neues, erweitertes Stromsparsystem, das im Vergleich zu den Sandy-Bridge-Chips von 2011 die Hälfte der Energie einsparen soll[9]
- Akkulaufzeit: 6 Stunden bei Full HD Video-Wiedergabe und 9 Stunden im Windows-8-Leerlauf
- Weitere Eigenschaften: Touchscreen verpflichtend, Intel Wireless Display (WiDi) verpflichtend, Sprachsteuerung – dazu muss ein für Spracheingaben geeignetes Zwei-Wege-Mikrofon verbaut sein, mindestens ein USB-3.0-Port

### Sonderfall Apple MacBook Air
Obwohl das MacBook Air aus dem Jahr 2008 alle Anforderungen Intels an ein Ultrabook erfüllte, wurde es aus markenrechtlichen Gründen nicht als Ultrabook bezeichnet.

## Heutige Begriffsverwendung
Mit Stand 2021 wird „Ultrabook“ gelegentlich als Gattungsbegriff für extrem leichte, kompakte und hochwertige Notebooks mit Bildschirmdiagonalen um 13″ verwendet, beispielsweise als Suchwort auf kommerziellen Seiten. Einzelne aktuelle Notebook-Modelle werden jedoch in der Regel nicht von den Herstellern oder Händlern als „Ultrabook“ bezeichnet.
Mitte 2019 kündigte Intel, nachdem es bereits jahrelang still um die Ultrabook-Marke war, mit Project Athena ein Nachfolgeprojekt an.